# Relations entre la France et le Liechtenstein
Les relations entre la France et le Liechtenstein désignent au sens strict les relations diplomatiques bilatérales s'exerçant entre deux pays européens, la République française et la Principauté de Liechtenstein.
L'ambassadeur de France en Suisse dispose d'une habilitation pour représenter la France au Liechtenstein.
Au sens large il s'agit des relations entre la culture française et la culture liechtensteinoise. 

## Période contemporaine

### Relations économiques
2 500 salariés français sont employés par des entreprises du Liechtenstein. Un accord d'échanges de renseignements en matière fiscale entre les deux pays est entré en vigueur en 2010.
La France et le Liechtenstein sont membres de l'Espace économique européen et de l'espace Schengen.

### Liens culturels
Le français est la première langue étrangère de la principauté. Son enseignement est obligatoire à partir de la sixième.
Ce sont deux pays à la population majoritairement catholique, mais la France est un pays laïc, tandis que le Liechtenstein fonctionnait jusqu'en 2012 sous le régime de la religion d’État.
Le Liechtenstein est le seul pays germanophone n'ayant pas de structure fédérale. C'est un État fortement centralisé, comme la France.
Comme la France, le Liechtenstein ne connaît pas la distinction entre citoyenneté et nationalité. Il n'y a qu'une seule langue officielle.  